# Front 242

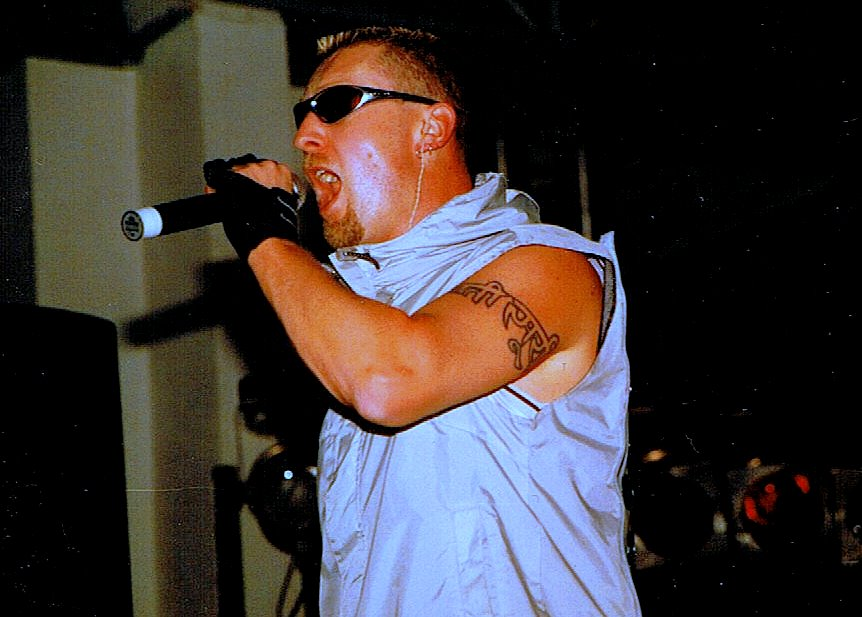
A Front 242 énekese

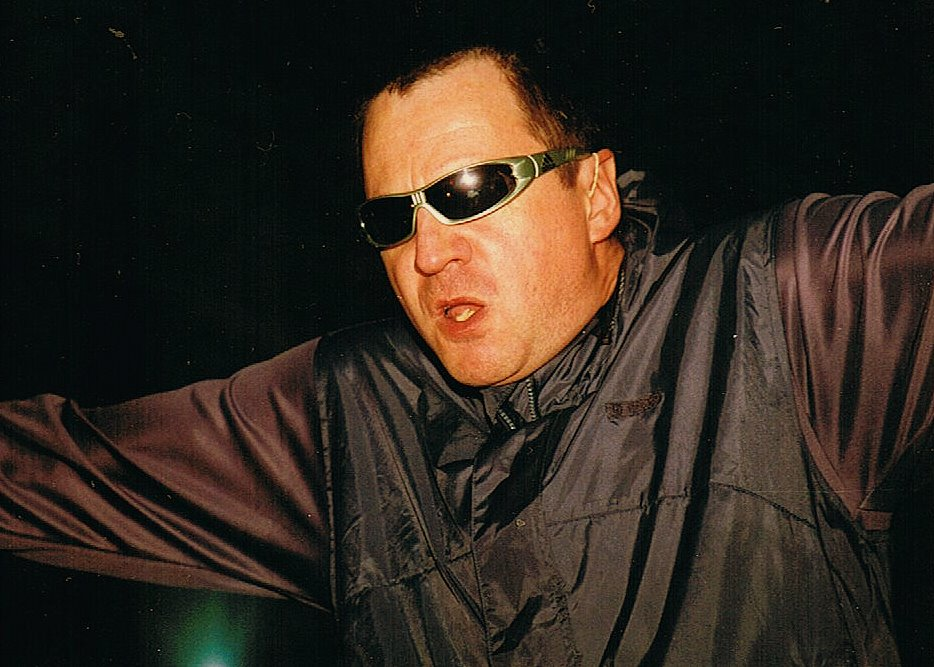
A Front 242 énekese

A Front 242 egy belga elektronikus zenei együttes, az electronic body music úttörői. 

## Története
Az együttes 1981-ben alakult meg Aarschotban. A Front 242 vegyíti a német elektropunkot a brit ipari zene elemeivel. Eredményül egy olyan táncolható zajt kaptak, amit röviden EBM-nek hívtak. Jelentős EBM album például a Front 242 1987-ben megjelent „Official Version”  című albuma.
8 nagylemezt jelentettek meg. Főként az 1980-as és 1990-es években voltak népszerű slágereik. 

## Tagjai
Tagjai: Jean-Luc de Meyer, Daniel Bressanutti, Patrick Codenys, Richard Jonckheere és Tim Kroker. 

## Diszkográfia
- Geography (1982)
- No Comment (1984)
- Official Version (1987)
- Front by Front (1988)
- Tyranny (for You) (1991)
- 06:21:03:11 Up Evil (1993)
- 05:22:09:12 Off (1993)
- Pulse (2003)